# Paralimpiai játékok

Az IPC logója

A paralimpiai játékok testi és értelmi fogyatékosok, sérültek számára rendezett nemzetközi sportversenyek az olimpiai játékok mintájára.
A kerekesszékesek első versenyeit 1948-ban, az olimpiával párhuzamosan rendezték. 1960-tól vált rendszeressé a Fogyatékosok Világjátéka. 1992-től szervezetileg összekapcsolták az olimpiával, és annak a helyszínén, három héttel annak vége után rendezik meg. Az első téli paralimpiai játékokat 1976-ban rendezték Svédországban.
Nem tartozik a paralimpiához a siketlimpia és az értelmi fogyatékos sportolók számára rendezett speciális olimpia.
Az egyenlő esélyek biztosítása érdekében a sportolókat kategóriákba osztják. A mozgássérülteknek több kategóriájuk van. Van kategóriája a látássérülteknek és a kisnövésűeknek is, de az értelmi fogyatékosokat és a hallássérülteket is az egyéb kategóriába sorolják. Ezért nem vesznek részt siket sportolók a paralimpián.
A paralimpikonok küzdenek azért, hogy úgy kezeljék őket, mint az ép olimpikonokat. Ennek ellenére még mindig hátrányos helyzetben vannak azokhoz képest. A 2008-as paralimpia magyar érmesei csak tizedannyi díjazásban részesültek, mint az ép olimpikonok, mondván, hogy ők nem olimpikonok. A sportolók támogatása töredéke az épekének, ezért sokuk amatőrként versenyez.

## Elnevezés
A paralimpia szót eredetileg az angol paraplegic (bénult) és az olimpia szavak összetételével alkották meg. Később átdefiniálták a szót, és az előtagot a görög para (mellett) szóra értelmezték át, hogy kifejezzék az olimpiával való kapcsolatot, a játékok egymás mellettiségét és a többi fogyatékossal való összetartozást. Ezt az elnevezést 1988-ban, Koreában használták először. Azelőtt A Bénultak Világjátékai vagy A Fogyatékosok Olimpiája volt.
Elterjedt tévhit szerint a világjáték elnevezése jogi okok miatt lett paralimpia, ugyanis a NOB megtiltotta az olimpia szó használatát. Soha nem nevezték ezeket a versenyeket paraolimpiának. Ez azért sem lehet igaz, mert akkor a -limpia végződésbe is belekötöttek volna. A dolognak nyelvi okai vannak, ugyanis a szó megalkotóinak egyszerűbben, jobban hangzott így, valamint így sokkal könnyebben kiejthető. Sőt, egyes parasportolók egyenesen megsértődnek, ha paraolimpiának nevezik versenyüket. Ugyanakkor az angolul igen becsmérlő hatású "limp" (jelentése körülbelül megegyezik a magyar rokkant, kripli szóval) kifejezéssel való rokon hangzás miatt egyesek a paralimpia elnevezést tartják inkorrektnek.

## A médiában
A médiában alárendelt szerep jut a paralimpiának. Gyakran csak az egyes eredményekről tudósítanak. Az élő közvetítés csak kevesek iránt érhető el, rendszerint főműsoridőn kívül.
A közvetítések 1976-ban kezdődtek felvételről. Egyes régiók vagy nemzetek eredményeiről lehetett hallani. Az 1992-es paralimpián 45 órás élő közvetítést tartottak Európában. A többi országban csak rövid összefoglalókat tartottak. 2000-ig nem volt jelentős előrelépés.
2000-ben ugrásszerűen javult a médialefedettség. A Sydney Paralimpia Szervezőbizottság és az All Media Sports megállapodása alapján nemzetközileg közvetítették az eseményeket. Végül Ázsiában, Európában és Dél-Amerikában került műsorra a paralimpia. 300 millióan látták az eseményeket, amelyek az internetre is felkerültek. A szervezők nem fizettek a közvetítésért, mint 1992-ben és 1996-ban.
Az állandó médiafigyelem a 2010-es téli paralimpiáig hiányzott, amikor is megkritizálták a BBC-t, hogy sokkal kevesebb figyelmet szentel a paralimpiának, mint az olimpiának. A BBC válaszában az időeltolódásra és anyagi okokra hivatkozott. A médialefedettség annak ellenére csökkent, hogy az Egyesült Királyság lakosságának 23%-a volt kíváncsi a 2008-as nyári paralimpiára. Norvégiában 30 órás élő közvetítést adtak le. A biatlonból kimaradt a lövészet, és a sífutásnál nem közelítettek rá a versenyzőkre, ezzel megnehezítve az események követését. A jéghoki és a kerekesszékes curling közvetítése viszont elérte az olimpiai színvonalat.
Az Egyesült Királyságban 2012-ben a Channel 4 közvetítette a paralimpiát. 150 órás élő adást, webes elérhetőséget és mobil appokat tervezett. A paralimpiát 2 perces trailerrel népszerűsítette, ami 2012 július 17-én 70 kereskedelmi csatornán volt látható. Amerikában az NBC Sports rendelkezett a paralimpia közvetítésének jogával. Az IPC és a sportolók is kritizálták, mert csak a minimális lefedettséget biztosította. 2012-ben mindössze 5 órás összefoglalót adott le felvételről, és az ünnepségeket teljességgel mellőzte. Philip Craven, az IPC elnöke sajnálta, hogy a nézők annyi izgalmas képről maradtak le. Azt is mondta, hogy: Néhányan azt hiszik, hogy az Amerikai Egyesült Államok mindenben a legjobb. Rá kellene döbbenniük, hogy ez nem így van. A záró ünnepségek után megjegyezte, hogy jobban meg kell válogatniuk, hogy kire bízzák a közvetítést, és ha nem egyeznek az értékeink, akkor inkább keressünk mást.

## A játékok története

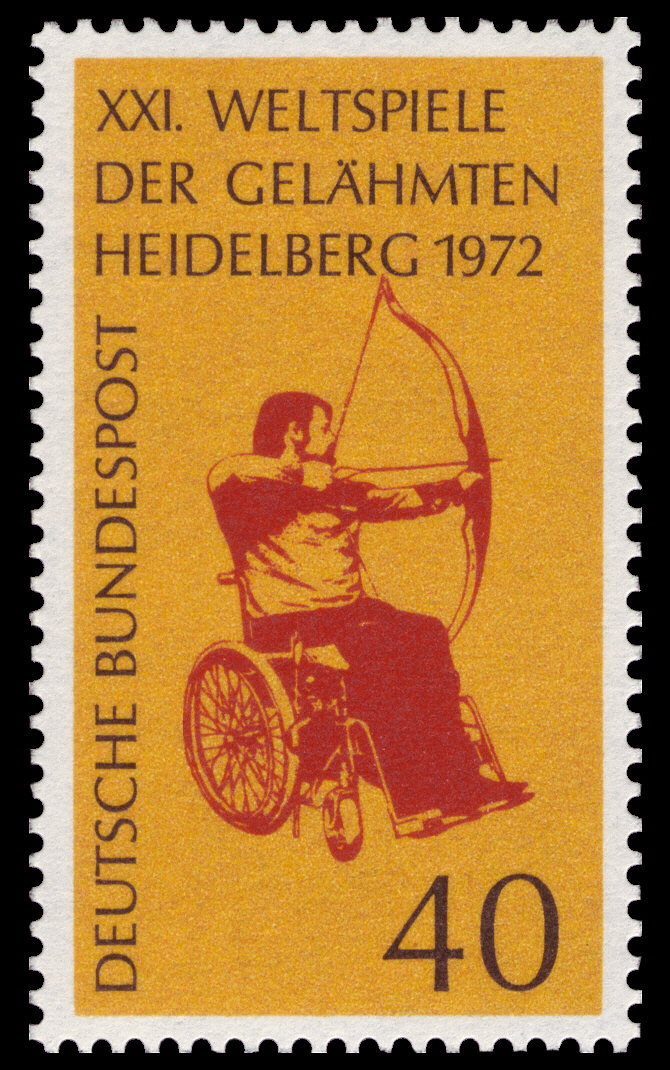
NSZK bélyeg a Bénultak Világjátékai alkalmából (1972, Heidelberg)

George Eyser műlábas tornász volt az első fogyatékos olimpikon 1904-ben. Halassy Olivér 1932-ben a Los Angeles-i, 1936-ban a berlini olimpián az aranyérmet megszerző vízilabdacsapat tagja és 1931-ben Párizsban az 1500 méteres gyorsúszás Európa-bajnoka volt. Takács Károly 1948-ban és 1952-ben sportlövészetben nyert aranyat. Mivel jobb karját elvesztette, bal kézzel lőtt. Liz Hartel dán lovasatléta ezüstérmet nyert 1952-ben. Fogyatékosságát gyermekbénulás okozta 1943-ban.
A kerekesszékesek számára 1948-ban rendezték meg először a sporteseményt Aylesburyban (Egyesült Királyság) 1948 International Wheelchair Games néven, az első londoni olimpiával párhuzamosan. Az eseményt az 1939-ben menekültként érkezett német Sir Ludwig Guttmann neurológus kezdeményezte, hogy összekapcsolja az épek és a kerekesszékesek versenyeit. Az eseményen 14 hadirokkant férfi és nő vett részt, akik mind gerincsérültek voltak, és íjászatban mérték össze erejüket. 1952-ben ugyanott rendezték meg a nemzetközivé váló sporteseményt, amin holland veteránok is részt vettek. A Stoke Mandeville Games az esemény egy másik neve.

## Guttman/ Egy kivételes ember. Film
A 2012-ben készült film jól ábrázolja az 1944-es helyzetet, amikor a német menekült egy katonai elfekvőt vett át. ahova koporsóban vitték más kórházahból a gerinc-sérülteket. Ezt a helyzetet változtatta meg Guttman doktor és érte el 1948-ban az Aylesbuy versenyt 14 résztvevővel.
1960-ban rendezték meg első alkalommal a Bénultak Világjátékát Rómában, de nem az olimpiával párhuzamosan, hanem néhány héttel azután. Azóta a paralimpiát az olimpia évében, néhány héttel az olimpiát követően rendezik meg annak helyszínén. 23 ország 400 kerekesszékes sportolója vett részt, és nem csak hadirokkantak. 1976-tól az esemény kiegészült a téli paralimpiával, amit első alkalommal Svédországban rendeztek meg. Ez volt az első paralimpia, amin engedélyezték nem kerekesszékes sportolók indulását. 40 ország 1600 sportolója vett részt.
Az első téli paralimpiát 1976-ban rendezték Örnsköldsvik-ben (Svédország).Ez volt az első paralimpia, amin több kategóriába sorolták a résztvevőket, így a sportolók is többféle fogyatékosságot viseltek. Ezután négy évenként tartották a téli paralimpiát a nyári olimpia évében. Az utolsó ilyen időpontban rendezett téli paralimpia az 1992-es Albertville-ben rendezett téli paralimpia volt. Ezután áttértek a ma is használt rendszerre, hogy két évvel a nyári játékok után tartják a téli paralimpiát, a téli olimpiához hasonlóan.
1984-ben Los Angeles szervezőcsapata megtagadta a Fogyatékosok Nemzetközi Játékának szervezését, azzal az indokkal, hogy nem illik be a Los Angelesben rendezett játékok professzionális képébe. Chicago vállalkozott az esemény megrendezésére, de néhány hónappal a játékok megkezdése előtt visszalépett, mivel hiányzott még 100 000 dollár a költségek fedezésére. Végül a játékokat két helyszínen rendezték meg. A bénultak Stoke Mandeville-ben (Egyesült Királyság), a többi mozgássérült New Yorkban, a Long Islanden levő Hempsteadben versenyzett. Az ottani Hofstra Egyetem két óra alatt gyűjtötte össze a szükséges pénzt.
Az 1988-as szöuli nyári paralimpia óta a játékokat az olimpia helyszínén rendezik. Egy 1991-es szerződés alapján ez minden további paralimpiára érvényes. 1996-ban a szervezők Atlantában az olimpia után minden berendezést lebontottak, így a fogyatékos sportolók romok között versenyeztek. 2012-től kezdve a paralimpiát az olimpiával együtt kell reklámozni, a helyi szervezőbizottság rendezésében. Eszerint a paralimpia mindig három héttel az olimpia után kezdődik. A szerződés jelenlegi formáját 2001-ben nyerte el, és 2020-ig érvényes. 1992-től hasonlók érvényesek a téli paralimpiára.
A paralimpiai játékokat nem a versenyzők fogyatékosságának, hanem teljesítményének kiemelésére rendezik. A kis íjászverseny igazi világjátékokká nőtte ki magát. Ma már nemcsak hadirokkant kerekesszékesek, hanem több fogyatékossági kategóriába sorolt élsportolók mérik össze teljesítményüket, habár a hallássérültek kimaradtak.
Mind a nyári, mind a téli paralimpiát világszerte elismerik.

## IPC

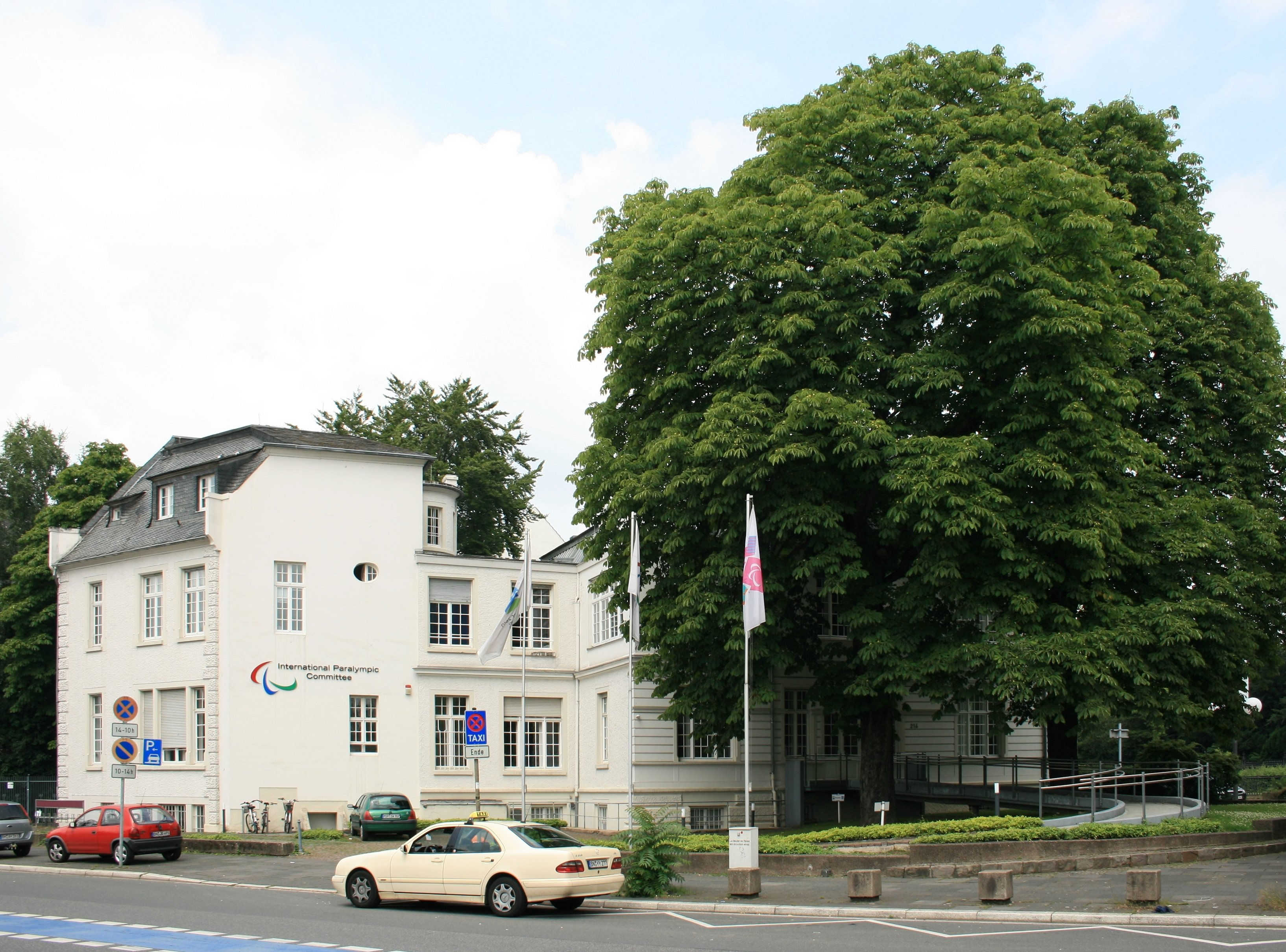
Az IPC székháza Bonnban

Az IPC elődje a Fogyatékosok Nemzetközi Sportszövetsége (ISOD) 1964-ben alakult meg. Alapítói ezt a szervezetet szánták a Nemzetközi Olimpiai Bizottság megfelelőjének. A szervezet 1982-ben az International Coordinating Committee of World Sports Organizations for the Disabled (ICC) nevet vette föl, és a paralimpia megrendezése mellett a fogyatékos sportolók érdekeit is képviselte a Nemzetközi Olimpiai Bizottsággal szemben. Az 1988-as szöuli játékok után az ICC úgy döntött, hogy minden nemzetet befogad, ahol van szervezett sportélet a fogyatékosok számára. 1989-ben a Nemzetközi Paralimpiai Bizottság (IPC) nevet választotta.
A 2008-as pekingi paralimpián 148 országból 4124 sportoló vett részt. 472 versenyt rendeztek 20 sportágból. A paralimpia szervezéséért és fejlesztéséért 1989 óta a Düsseldorfban alapított Nemzetközi Paralimpiai Bizottság (IPC) felelős, aminek székhelye Bonnban van. A szervezet 174 ország paralimpiai szövetségét és négy fogyatékosspecifikus nemzetközi sportszövetséget fog össze. Elnöke Philip Craven, egykori angol paralimpikon. Elnöki minőségében Craven tagja a Nemzetközi Olimpiai Bizottságnak is. Kilenc sportág számára nemzetközi szövetségként szolgál; ezekben a sportágakban az IPC szervezi a világbajnokságokat és más versenyeket. Az IPC sok nemzetközi és nemzeti sportszervezetet és szövetséget fog össze. Az IPC szervezi a kapcsolatot a médiával, minősíti a játékvezetőket, tisztviselőket, és az olimpiai szabályzatok betartatását is segíti.
Az IPC együttműködik a Nemzetközi Olimpiai Bizottsággal. Küldöttei, köztük az elnök is tagja annak, és részt vesznek annak tanácskozásaiban és eseti bizottságaiban. A munkakapcsolat ellenére a két szervezet külön működik, és saját játékaikat szervezik.
További szövetségek:
- Nemzetközi Paralimpiai Sportági Szakszövetség (IPSF)
- Központi Idegrendszeri Sérültek Nemzetközi Sport és Rekreációs Szövetsége (CPISRA)
- Magyar Paralimpiai Bizottság[32]

### Jelképei
A paralimpia mottója: A lélek mozgásban.

1987-ig
1988−1994
1994−2004
2004-től

1987-ig az olimpiai karikák alkották a logót. Miután a Nemzetközi Olimpiai Bizottság magának követelte a logó használatát, a Nemzetközi Paralimpiai Bizottságnak meg kellett változtatnia a logóját. Később a Nemzetközi Olimpiai Bizottság az öt csepp ellen is fellépett, mivel színük és elhelyezésük a karikákével megegyezett, ezért háromra csökkentették a cseppek számát, a három csepp az országzászlók leggyakoribb színeit viselte (piros, kék, zöld). 2004-ben az IPC saját döntése alapján változtatott logót, hogy megjelenítse a paralimpikonok sportszellemét, és hogy az IPC felismeri a bennük rejlő képességeket, és támogatja őket. Az IPC célja, hogy segítse a paralimpikonokat a minél jobb eredmények elérésében, és hogy felrázza és inspirálja a világot.
A logón levő három alakzatot agitónak nevezik, a latin agito (mozgásba hozok) szóból. A három agito egy központi pont körül forog, ezzel jelképezi a Föld minden tájáról összesereglő sportolókat. Színük azonos a korábban használt három csepp színével: piros, kék, zöld.
A paralimpia himnusza az Hymn de l'Avenir, aminek szerzője Thierry Darnis. 1996-ban fogadták el hivatalos himnuszként.

## Ünnepségek

### Megnyitó

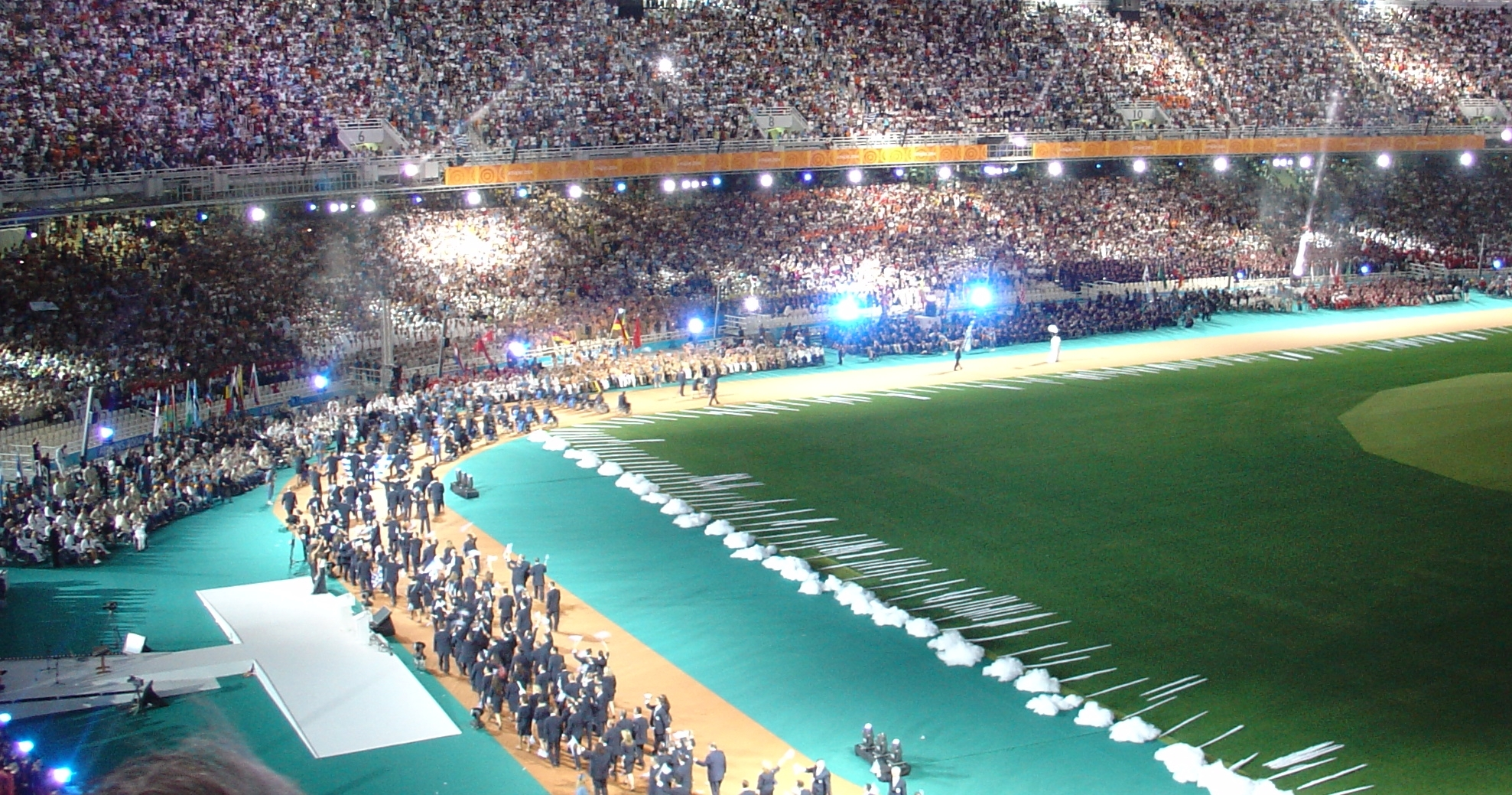
A 2004-es nyári paralimpia megnyitója Athénban

A paralimpia megnyitóünnepsége változó elemeket tartalmaz. Ezek legtöbbje az 1920-as olimpia megnyitójáról ered. Az elején felvonják a rendező ország zászlaját, és előadják annak himnuszát. Ezután a rendező ország művészei énekkel, zenével, tánccal és színelőadással szórakoztatják a megjelenteket.
Ezután a sportolók nemzetek szerint csoportosulva formaruhában bevonulnak a stadionba. Sorrendjük megfelel a rendező ország által választott nyelv betűrendjének, kivéve, hogy a rendező ország sportolói az utolsók. Elhangzanak a megnyitóbeszédek, végül behozzák az olimpiai fáklyát, és meggyújtják az olimpiai lángot.

### Éremosztás

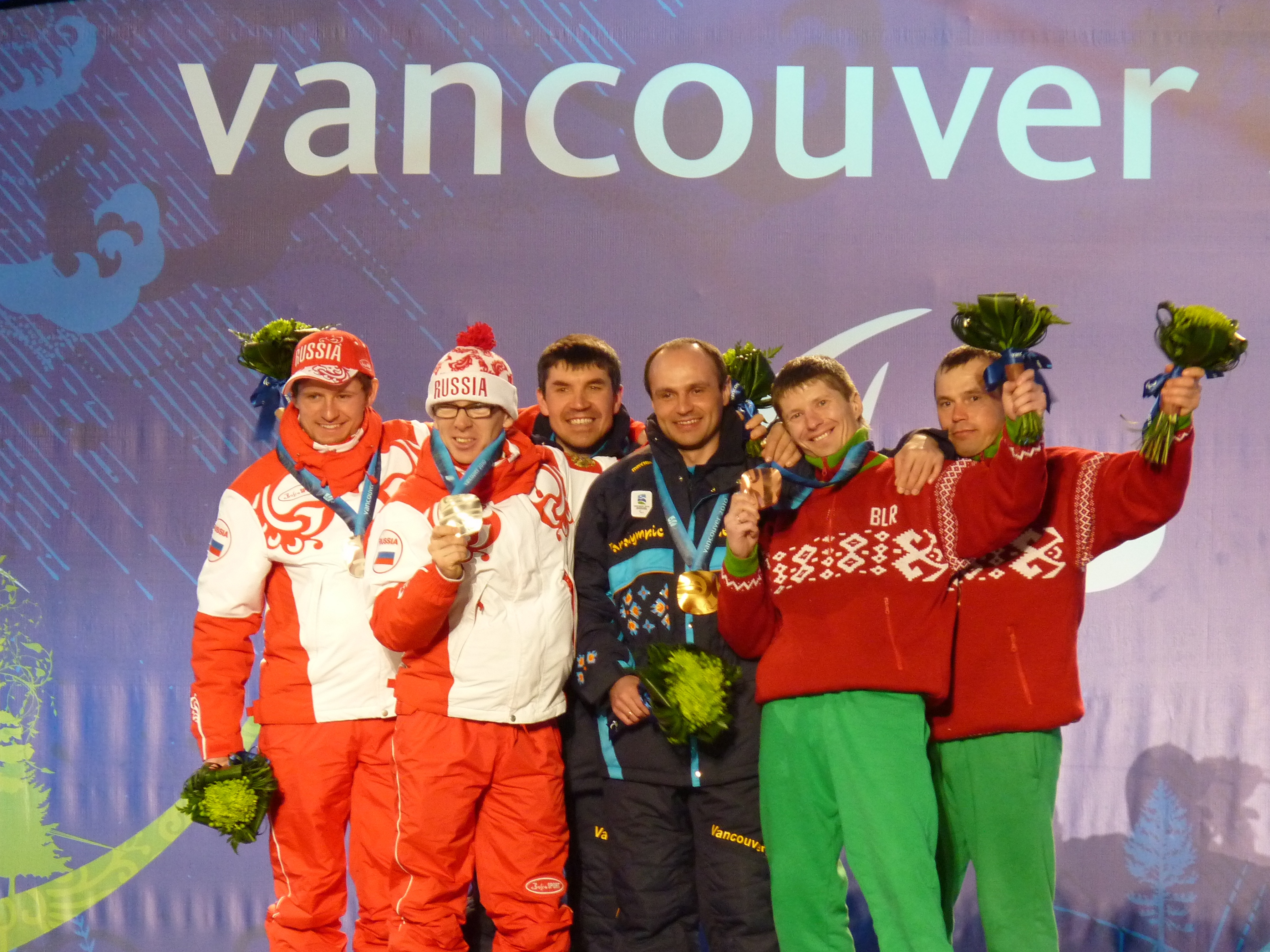
Éremosztás a 2010-es téli paralimpián

A döntőket éremosztás követi, többnyire a döntőt követő napon. A győztes, a második és a harmadik helyezett versenyző vagy csapat feláll a dobogóra, és átnyújtják nekik az érmeket. Ezután felvonják mindhárom ország zászlaját, és lejátsszák az aranyérmes országának himnuszát. Az IPC tagokat önkéntesek segíthetik.

### Záróünnepségek
Miután minden sportesemény lezárult, záróünnepséget tartanak. Bevonulnak a nemzetek zászlóhordozói, utánuk következnek a sportolók összekeveredve. Bevonják a paralimpiai zászlót, és felvonják a következő paralimpiai rendezvény megrendezőjének zászlaját. Megtartják a záróbeszédeket, és eloltják az olimpiai lángot. Ezután a következő vendéglátó ország rövid előadással bemutatkozik.

## Egyenlőség

### Kapcsolat az olimpiával
2001-ben a Nemzetközi Olimpiai Bizottság és a Nemzetközi Paralimpiai Bizottság szerződést kötött, hogy ugyanannak a városnak kell megrendeznie a paralimpiát, mint ami az olimpiát rendezi. A szerződés a 2012-es paralimpiáig szólt, de meghosszabbították a 2014-es téli paralimpiára és a 2016-os nyári paralimpiára is.
Az IOC chartája kimondja, hogy:
A sporttevékenység általános emberi jog. Mindenkinek joga van ahhoz, hogy sportoljon, bármilyen megkülönböztetésre való tekintet nélkül, és azt olimpia szellemében, ami magában foglalja a kölcsönös barátságot, a szolidaritást és a fair playt. … Bármiféle megkülönböztetés összeférhetetlen az olimpiai mozgalomhoz való tartozással, legyen az az ország megkülönböztetése, vagy faji, vallási, politikai, nemi alapú, vagy bármely más természetű.
Nem mondja ki nyíltan, hogy a fogyatékosság szerinti megkülönböztetés méltatlan az olimpia szelleméhez, így azt a benyomást keltheti, hogy ez a megkülönböztetés összefér vele. A paralimpia chartája viszont ezt is külön felsorolja, és tiltja a politikai, vallási, faji, gazdasági, nemi, fogyatékosság, nemi irányultság szerinti megkülönböztetést.
Sebastian Coe, a londoni szervezőbizottság elnöke a 2012-es olimpiai és paralimpiai játékokról mondta:
Meg akarjuk változtatni a közvéleményt a fogyatékossággal kapcsolatban, ünnepelni a paralimpiai sport kiválóságát és köztudottá tenni, hogy a két játék egy egészet alkot.

### Paralimpikonok az olimpián

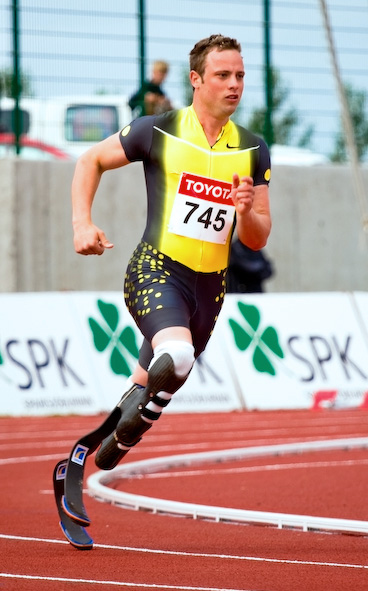
Oscar Pistorius 2007. július 8-án

A paralimpikonok régóta keresték annak a lehetőségét, hogy az olimpián is induljanak. Ez először az új-zélandi Neroli Fairhall íjásznak sikerült, aki eljutott az 1984-es Los Angeles-i olimpiára.
2008-ban Oscar Pistorius dél-afrikai sprinter megpróbált eljutni a 2008-as nyári olimpiára. Mindkét lába térd alatt amputált, és karbonszálas műlábbal fut. Paralimpiai rekordtartó 100, 200, és 400 méteren. 400 méteren 0,70 másodperccel maradt le a kvalifikációról. A paralimpiára már eljutott, és aranyérmet nyert 100, 200, és 400 méteren. 2011-ben Pistorius bejutott a 2012-es nyári olimpiára, ahol két számban indult. 400 méteren az elődöntőig jutott, és csapata nyolcadik lett a 4 × 400 méteres váltón.
A paralimpián is indulhatnak ép sportolók a látássérült futók kísérőjeként. A látó és a vak futót egy csapatnak tekintik, és ha helyezést érnek el, mindketten megkapják az érmet.

### Küzdelem az egyenlőségért
Többen is kritizálták az ép olimpikonok előnyben részesítését a paralimpikonokkal szemben. A paralimpia nem kevésbé rangos esemény, mint az olimpia, és a fogyatékos sportolóknak nagyobb erőfeszítésbe kerül, hogy kiemelkedjenek a sokaságból. Mégis, a 2008-as magyar paralimpikonok tizedannyi díjazásban részesültek, mint az ép olimpikonok. Tony Iniguez, Scot Hollonbeck és Jacob Heilveil paralimpikonok 2003-ban keresetet nyújtott be az Amerikai Egyesült Államokban az egyenlő bánásmódért. Bepanaszolták az Amerikai Egyesült Államok olimpiai szövetségét, benne a paralimpiai szövetséggel, hogy hátrányosan megkülönböztetik a paralimpikonokat. Kisebb összegű életbiztosítást, kisebb ösztöndíjakat és kisebb jutalmakat adnak nekik, mint az épeknek. Ez hátrányos az Amerikai Egyesült Államok paralimpiai csapatára, míg Kanadában és az Egyesült Királyságban nincs ilyen különbségtétel. A bizottság arra hivatkozott, hogy mivel az állam nem támogatja őket, ezért kénytelenek a médiaszereplésből befolyó pénzt elosztani; és mivel a paralimpikonok kevesebbet szerepelnek, ezért a belőlük származó jövedelem is kisebb, így teljesen helyénvaló, hogy kevesebbet is kapnak vissza. 2008-ban a Legfelsőbb Bíróság is kielégítőnek találta ezt a magyarázatot. Ez alatt az öt év alatt a paralimpikonokra fordított összeg a többszörösére nőtt; 3 millió $-ról 11,4 millió $-ra.
A paralimpia sem nélkülözi a szponzorokat. Az olimpiától eltérően támogatóinak logói megjelenhetnek a stadionokban és a sportfelszereléseken.

### A játékokon kívül
A Brit-Kolumbiai Egyetem (UBC) felmérésében 1600 kanadait kérdeztek meg. A megkérdezettek 41–50%-a szerint a 2010-es vancouveri olimpiai és paralimpiai játékok hatására javult az épületek és a közterek hozzáférhetősége. A munkaadók 23%-a válaszolt úgy, hogy hajlandó lenne fogyatékos alkalmazottat felvenni.
Xavier Gonzalez, a Nemzetközi Paralimpiai Bizottság ügyvezetője a 2008-as nyári paralimpiai játékok után azt mondta, hogy:
Kínában a (paralimpiai) játékok megváltoztatták a kínaiak hozzáállását fogyatékos embertársaikhoz. Felgyorsult az akadálymentesítés, és a törvényeket is módosították, hogy jobban bevonják a fogyatékosokat a közösség életébe.

## Sportágak
A paralimpián a sportolók 22 sportágban versenyeznek:
- Íjászat
- Könnyűatlétika
- Bocsa
- Kerékpározás
- Lovaglás
- 10 fős futball
- 14 fős futball
- Csörgőlabda
- Súlyemelés
- Kenu (2016-tól)
- Evezés
- Vitorlázás
- Lövészet
- Úszás
- Asztalitenisz
- Triatlon (2016-tól)
- Ülőröplabda
- Kerekesszékes kosárlabda
- Kerekesszékes vívás
- Kerekesszékes rögbi
- Kerekesszékes tenisz

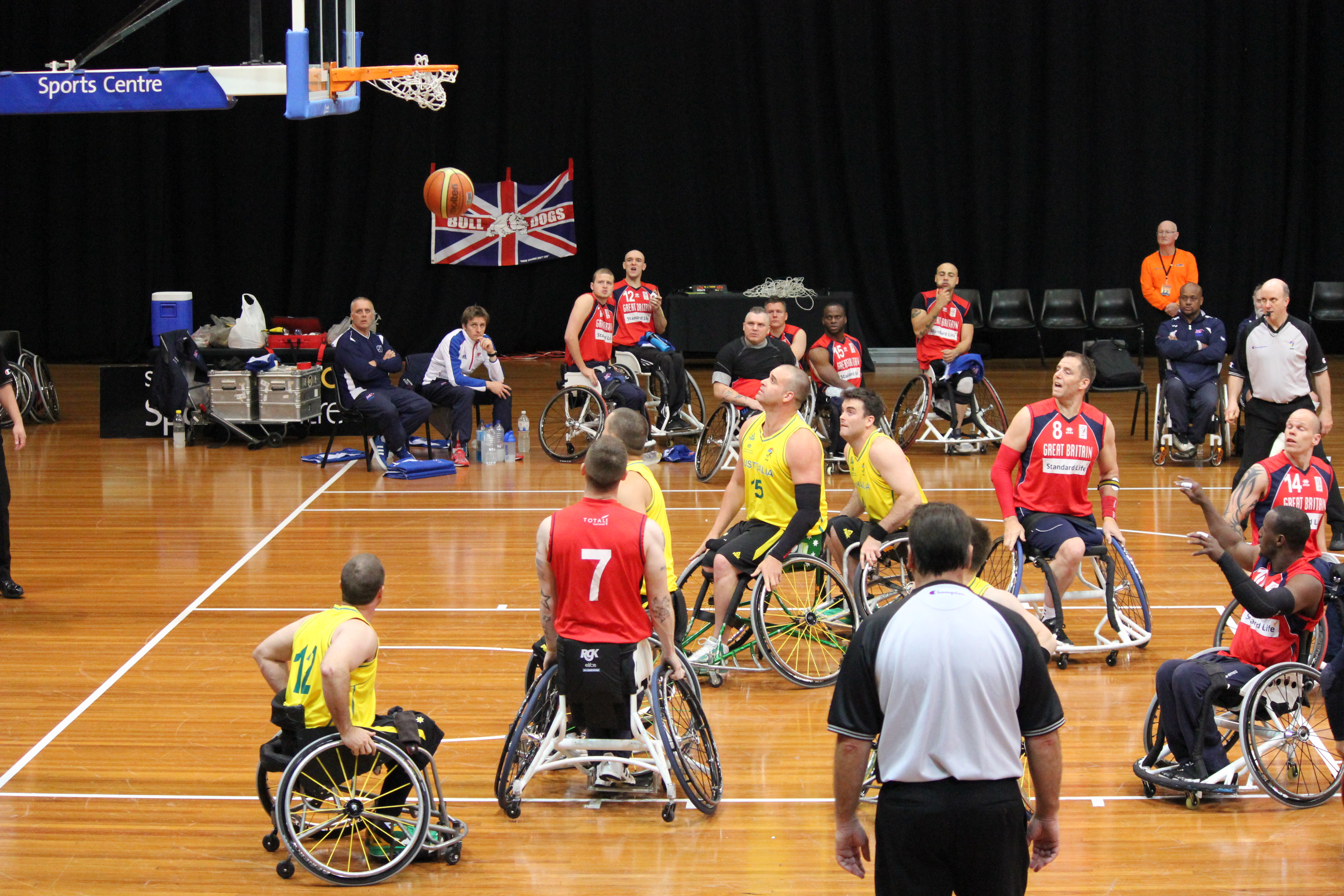
Kerekesszékes kosárlabda

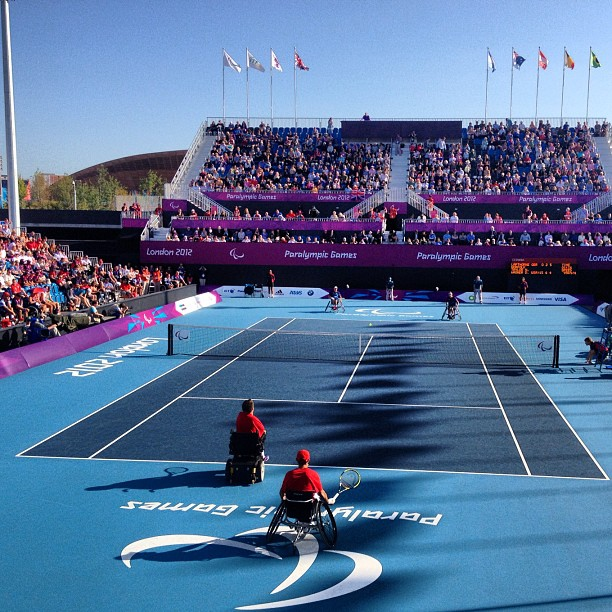
A kerekesszékes tenisz páros döntője 2012-ben, Londonban

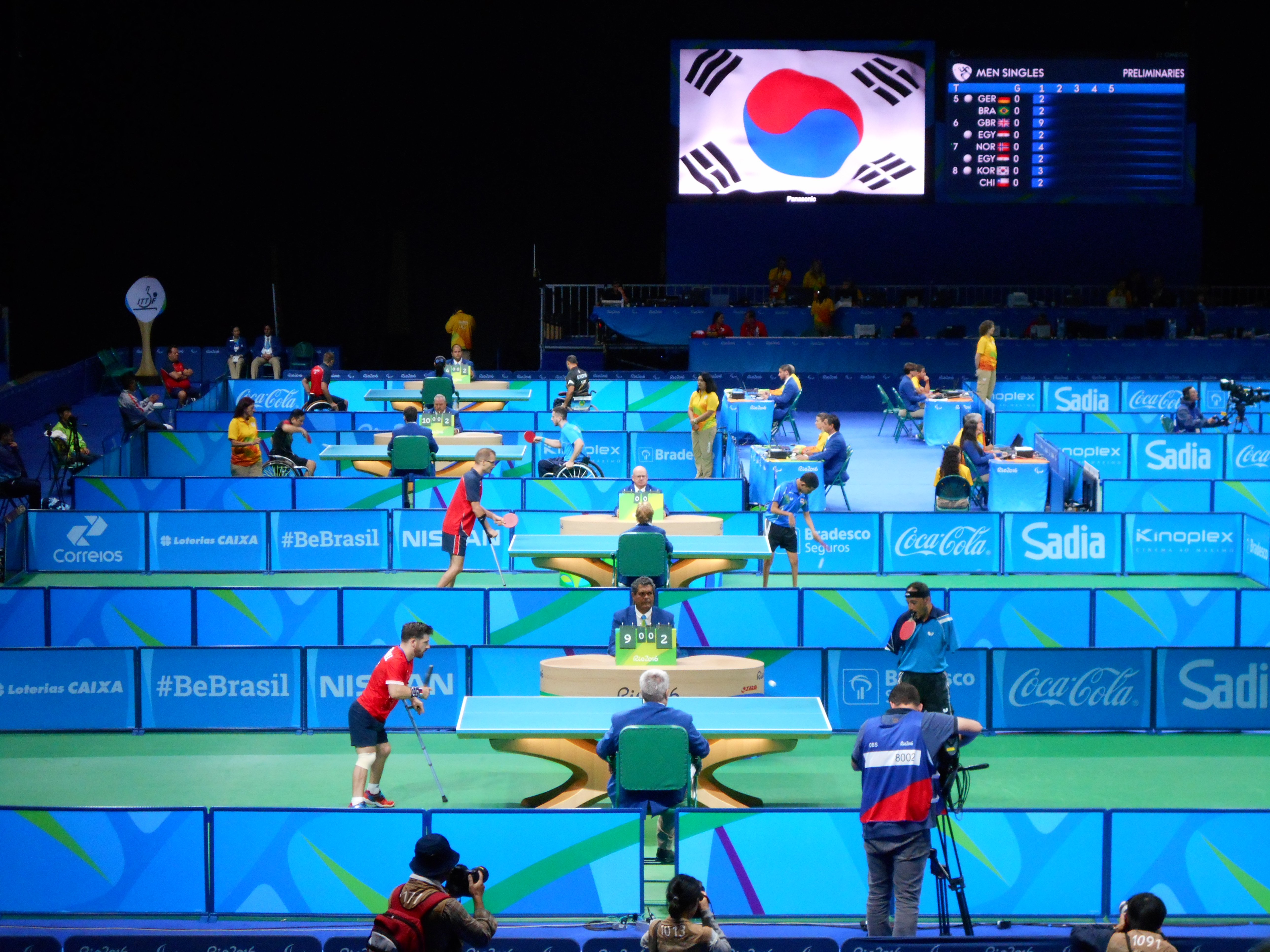
Asztalitenisz a riói paralimpián

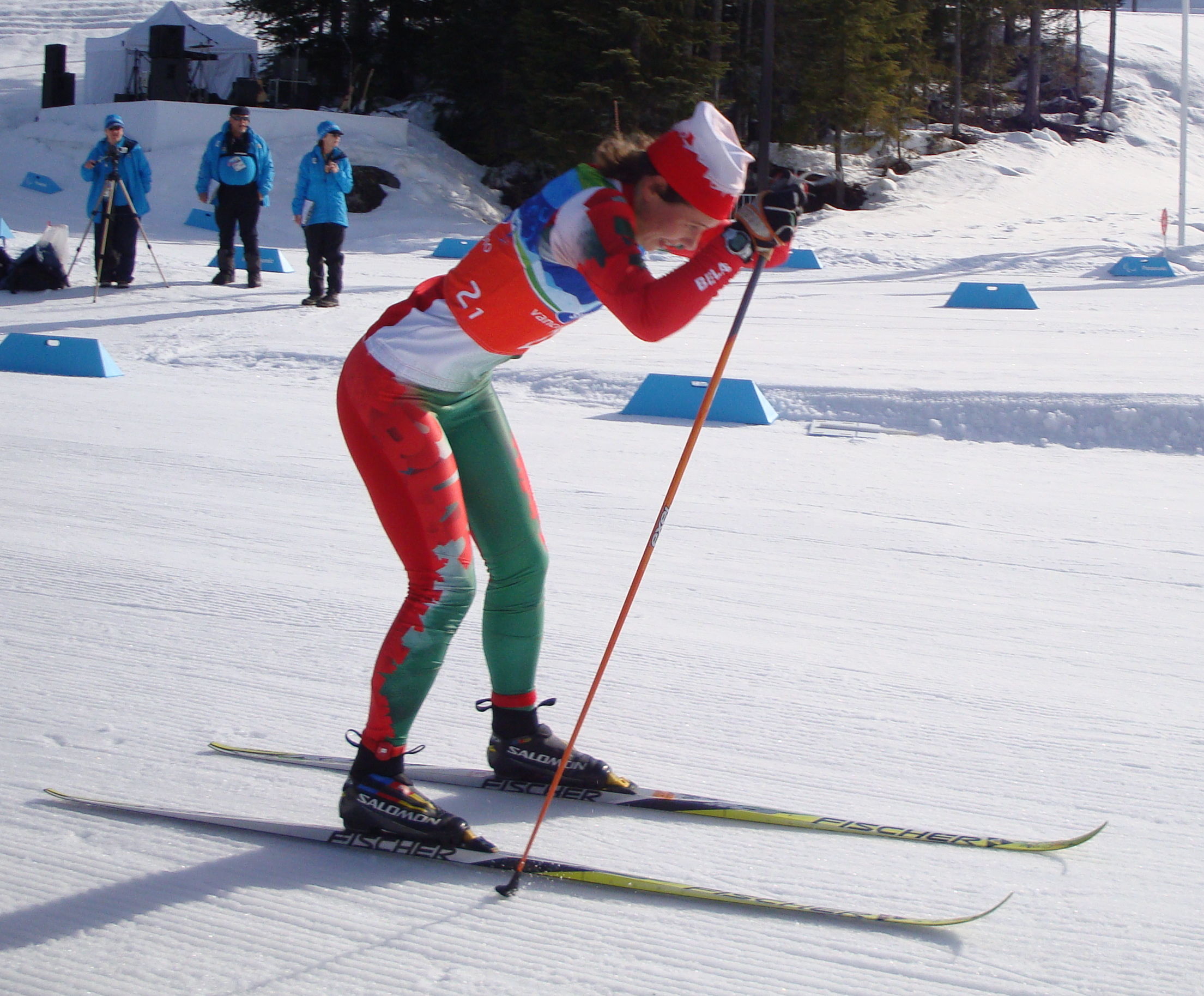
Sífutás. Larissza Varona a 2010-es paralimpián

A téli paralimpián öt sportágban lehet versenyezni:
- Alpesi sízés
- Északi sízés
- Jéghoki
- Kerekesszékes curling
- Biatlon

Egyes sportokban több sporteseményt is rendeznek, például az alpesi síben van műlesiklás és óriás-műlesiklás. A Nemzetközi Paralimpiai Szövetség összefogja a legtöbb sportot, de nem mindegyiket. Az egyes specifikus sportokat a Vakok Nemzetközi Sportszövetsége (IBSA), a Nemzetközi Kerekesszékes és Amputált Sportszövetség (IWAS), és a Cerebral Palsy Nemzetközi Sport- és ... Szövetség (CP-ISRA) felügyeli. Ezek nemzeti központjai magukban foglalják a nemzeti paralimpiai bizottságokat is, amelyek nemzeti szinten irányítják a sporttevékenységet.

## Kategóriák

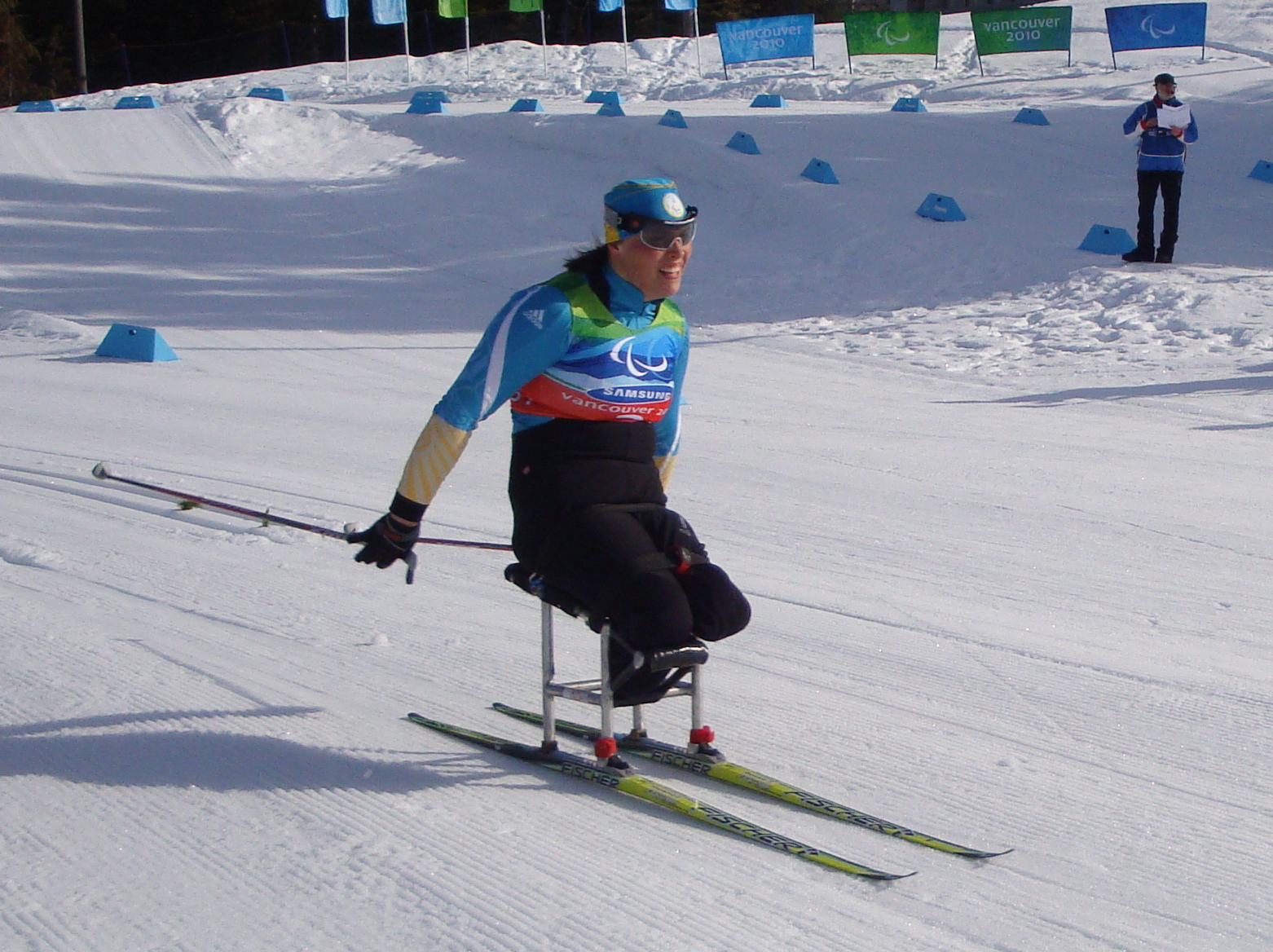
Az ukrán Olena Iurkovska sífutásban indult a 2010-es téli paralimpián

A sportolókat fogyatékosságuk szerint kategóriákba sorolják, hogy hasonló képességű sportolók versenyezzenek egymással, és hogy az egyes sportágakban figyelembe vehessék a fogyatékosságot is, hiszen a különböző sportágakra is más-más hatással vannak a különböző fogyatékosságok. Az egyes sportágakban tovább osztályozzák a versenyzőket. Nem minden sportágat párosítanak minden kategóriával, például a csörgőlabda kifejezetten a látássérülteké. Általánosságban ezeket a kategóriákat különböztetik meg a nyári és a téli paralimpiákon:
- Az izomerő megváltozott állapota: az izmok által kifejtett erő kisebb az épnél. Ide sorolják a gerincsérülteket, a nyitott gerincűeket vagy a gyermekbénulás áldozatait.
- Beszűkült mozgástartomány: egyes meghatározott ízületek mozgása korlátozott.
- Amputáltak: akiknek legalább egy végtagjukon hiányzik a fő ízület (karon könyék fölött, vagy lábon térd fölött amputáltak).
- Központi idegrendszeri sérültek: akiknek egy, vagy több agyi központjuk sérült, ezért gondjaik vannak a testtartással és a mozgások kivitelezésével.
- Különböző hosszú lábak: az egyik láb jól láthatóan rövidebb, mint a másik.
- Görcsös izmok, hipertónia: a hipertónia nem a vérnyomásra, hanem az izomtónusra utal. Az izomműködés hatásfoka észlelhetően rosszabb, mint az épeké.
- Ataxia: az izommozgások irányításának zavara például cerebral palsy vagy Friedreich-ataxia következtében.
- Athetosis: kiegyensúlyozatlan, akaratlan mozgások, a szimmetria megtartásának nehézségei. Okozhatja például cerebral palsy vagy choreoathetosis.
- Látássérültek: a törvény által vaknak elismert sportolók.[57] A csörgőlabdában és a fociban bekötött szemmel versenyeznek az esélyegyenlőség érdekében. A fociban a kapusok használhatják megmaradt látásukat. 2012-től az őket kísérő látó sportolók is, mint csapattagok éremesélyesek.[48][58]
- Értelmi fogyatékosok: 18 éves koruk előtt értelmi fogyatékosként felismert élsportolók.[57] A speciális olimpián azonban nincs ilyen határ.[59][60]
- Autista élsportolók
- Kerekesszékesek: kerekesszékkel versenyző sportolók.
- Kisnövésűek: 145 cm alatti magasságú férfiak és 137 cm alatti magasságú nők.[61]
- A többiek: mindenki, aki nem fér be az előzőekbe. Az előbbiekbe be nem sorolt mozgássérültek, értelmi fogyatékosok, siketek és nagyothallók.

Mivel nem kaptak külön kategóriát, a hallássérült sportolók szervezett keretek között nem indulnak a paralimpián.

### Osztályozás

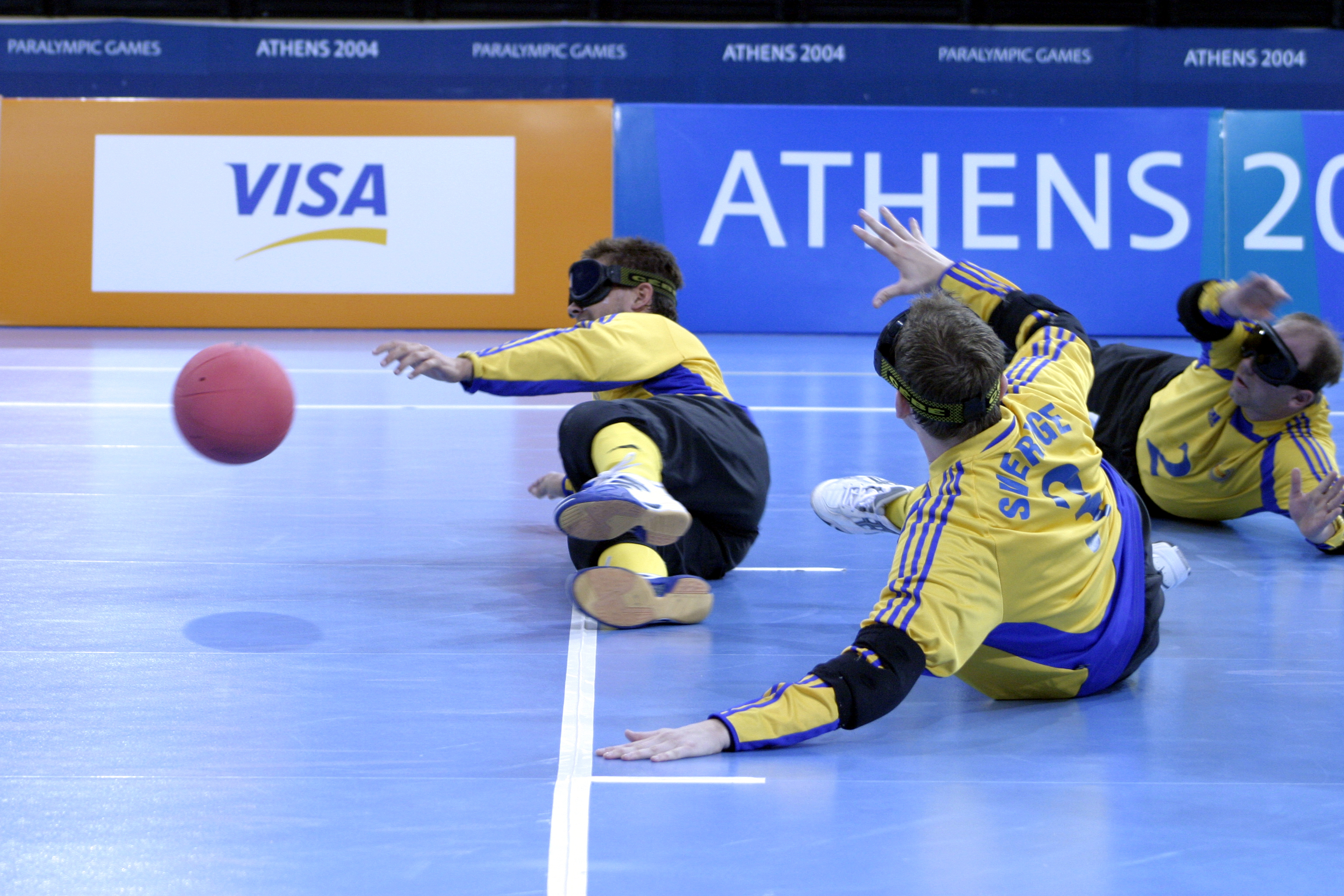
A svéd csörgőlabdacsapat a 2004-es nyári paralimpián

A kategóriákon belül az esélyegyenlőség érdekében további osztályozás szükséges. A fő szempont a fogyatékosság súlyossága. Az osztályozás sportról sportra eltérő, ami lehetővé teszi, hogy egy adott fogyatékos állapottal minél több versenyen részt lehessen venni. A fogyatékos állapotok nagy száma megnehezíti az osztályozást.
A paralimpia kezdetétől az 1980-as évekig a sportolók osztályozása a diagnózison alapult. Az osztályt kizárólag az határozta meg, hogy milyen betegség vagy sérülés okozta az állapotát. Egy gerincsérült nem versenyezhetett együtt egy kétszeres lábamputálttal. Azzal együtt, hogy megváltozott a fogyatékosok sportjának a célja, és a rehabilitáció eszközéből önállóvá vált, az osztályozás rendszerében is áttértek a megmaradó képességek szerinti osztályozásra.
Az áttérés pontos időpontja nem ismert. Az új rendszer azt vizsgálja, hogy a fogyatékosság hogyan hat a sportoló teljesítményére, mire lesz képes. Ebben a rendszerben együtt versenyeznek mindazok, akiknek nem működnek a lábaik, és nem számít, hogy miért. Az egyetlen kivételt a látássérültek jelentik, akik még mindig az orvosi szempontot használják.
A paralimpia a látássérülés három fokozatát ismeri el. A csörgőlabdát bekötött szemmel játsszák, hogy a kisebb látássérülés ne jelentsen előnyt. Több sport, például az atlétika a legtöbb osztály számára nyitott. Az atlétikában a 11, 12 és 13 osztályok jelentik a látássérültség különböző fokozatait. Csapatsportok is vannak, mint a kerekesszékes rögbi. A csapatok tagjait megmaradt képességeik szerint pontozzák; a kisebb szám kevesebb megmaradt képességet jelent. A csapatok nem léphetik túl az osztály számára meghatározott pontszámot. A kerekesszékes rögbiben az öt játékos összesen legfeljebb nyolc pontot érhet el.

## Dopping és csalás a paralimpián
Az osztályozási rendszert csalásra is felhasználták. Ez úgy működik, hogy a sportoló másnak, súlyosabbnak állítja be a fogyatékosságát, mint amilyen.
2000-ben Sydneyben a spanyol kosárlabdacsapat többségében épkézláb tagokkal indult, és tisztázatlan módon ért el aranyérmet. A csapat az értelmi fogyatékosokra alkalmazott kritériumoknak sem felelt meg. Ezért 2004-ben Athénban és 2008-ban Pekingben nem engedtek értelmi fogyatékosokat versenyezni. 2012-ben a kritériumok enyhítésével és szigorúbb felügyelettel könnyűatlétikában, asztaliteniszben, evezésben és úszásban indulhattak értelmi fogyatékos versenyzők.
A Nemzetközi Paralimpiai Bizottság felszólítására a Spanyol Paralimpiai Bizottság nyomozásba kezdett. A vizsgálat több sportolót is kiszűrt, akik nem feleltek meg a kritériumoknak. Fernando Martin Vicente elnök szerint a világon mindenütt megsértik a kritériumrendszert. Ezután az IPC maga folytatta a vizsgálatot, és kimutatta, hogy ez a csalás nem korlátozódott a spanyolokra vagy a kosárlabdára.
A szteroidok is megjelentek. 2008-ban három súlyemelő és a német kosárlabdacsapat egyik tagjának tesztje pozitív lett. Ez kevesebb, mint 2000-ben a tíz súlyemelő és az egy atléta. A téli paralimpián először Thomas Oelsner német síelő bukott le a tiltott szerekkel. Két aranyérmet vontak vissza tőle 2002-ben. 2010-ben a svéd Glenn Ikonen curlingezőt tiltották el hat hónapra, a csapata azonban folytathatta a versenyzést. Az 54 éves játékos szerint az orvosa írta fel neki a tiltott szert.
Egy másik technika, hogy mesterségesen megemelik a vérnyomásukat például a gerincsérülés alatt okozott sérüléssel. A sérülés lehet a csontok szándékos eltörése, a lábak elszorítása, és nyomókötések felhelyezése. A gerincsérülés miatt a sportolónak nem fájnak ezek a módszerek, de megemelik a vérnyomást. A magasabb vérnyomás 15%-kal is megnövelheti a teljesítményt. Ez különösen a nagy állóképességet igénylő sportoknál hasznos, például a sífutásban.
A génkezelés egy újabb módot jelent a csalásra. Az összes sportolónak megtiltották a módszer alkalmazását, bár nehéz kiszűrni. A doppingügynökség (WADA) kutatja, hogy hol a határ a génterápia és a dopping között.
2003 óta az IPC együttműködik a WADA-val. Az IPC megígérte, hogy a jövőben kiterjesztik a szűréseket a sportok tisztaságának érdekében. A kötelező előzetes és utólagos szűrést is alkalmazzák.

## A paralimpiai játékok időpontjai és helyszínei
| Nyári olimpiai játékok | Nyári olimpiai játékok | Nyári olimpiai játékok           | Nyári olimpiai játékok    | Nyári olimpiai játékok       | Téli olimpiai játékok               | Téli olimpiai játékok | Téli olimpiai játékok          | Téli olimpiai játékok | Téli olimpiai játékok |
| Logó | Év                     | Esemény                          | Rendező                   | Rendező                      | Logó                                | Év                    | Esemény                        | Rendező               | Rendező               |
| |                        |                                  | Város                     | Ország                       |                                     |                       |                                | Város                 | Ország                |
| --- | ---------------------- | -------------------------------- | ------------------------- | ---------------------------- | ----------------------------------- | --------------------- | ------------------------------ | --------------------- | --------------------- |
| | 1960                   | I. nyári paralimpiai játékok     | Róma                      | Olaszország                  |                                     |                       |                                |                       |                       |
| | 1964                   | II. nyári paralimpiai játékok    | Tokió                     | Japán                        |                                     |                       |                                |                       |                       |
| | 1968                   | III. nyári paralimpiai játékok   | Tel-Aviv                  | Izrael                       |                                     |                       |                                |                       |                       |
| | 1972                   | IV. nyári paralimpiai játékok    | Heidelberg                | Német Szövetségi Köztársaság |                                     |                       |                                |                       |                       |
| |                        |                                  |                           |                              | A téli paralimpiai játékok kezdete. |                       |                                |                       |                       |
| | 1976                   | V. nyári paralimpiai játékok     | Toronto                   | Kanada                       |                                     | 1976                  | I. téli paralimpiai játékok    | Örnsköldsvik          | Svédország            |
| | 1980                   | VI. nyári paralimpiai játékok    | Arnhem                    | Hollandia                    |                                     | 1980                  | II. téli paralimpiai játékok   | Geilo                 | Norvégia              |
| | 1984                   | VII. nyári paralimpiai játékok   | New York Stoke Mandeville | USA Nagy-Britannia           |                                     | 1984                  | III. téli paralimpiai játékok  | Innsbruck             | Ausztria              |
| 1988-tól kezdődően a nyári paralimpiai játékok helyszíne mindig megegyezik az az évi olimpiáéval.                                                                                               |                        |                                  |                           |                              |                                     |                       |                                |                       |                       |
| | 1988                   | VIII. nyári paralimpiai játékok  | Szöul                     | Dél-Korea                    |                                     | 1988                  | IV. téli paralimpiai játékok   | Innsbruck             | Ausztria              |
| | 1992                   | IX. nyári paralimpiai játékok    | Barcelona                 | Spanyolország                |                                     | 1992                  | V. téli paralimpiai játékok    | Tignes Albertville    | Franciaország         |
| A 6. téli paralimpiától kezdődően a téli játékokat nem a nyári paralimpia évében, hanem két évvel korábban rendezik. Innentől kezdve a téli játékok helyszíne is egyezik az az évi olimpiáéval. |                        |                                  |                           |                              |                                     |                       |                                |                       |                       |
| | 1996                   | X. nyári paralimpiai játékok     | Atlanta                   | USA                          |                                     | 1994                  | VI. téli paralimpiai játékok   | Lillehammer           | Norvégia              |
| | 2000                   | XI. nyári paralimpiai játékok    | Sydney                    | Ausztrália                   |                                     | 1998                  | VII. téli paralimpiai játékok  | Nagano                | Japán                 |
| | 2004                   | XII. nyári paralimpiai játékok   | Athén                     | Görögország                  |                                     | 2002                  | VIII. téli paralimpiai játékok | Salt Lake City        | USA                   |
| | 2008                   | XIII. nyári paralimpiai játékok  | Peking                    | Kína                         |                                     | 2006                  | IX. téli paralimpiai játékok   | Torino                | Olaszország           |
| | 2012                   | XIV. nyári paralimpiai játékok   | London                    | Nagy-Britannia               |                                     | 2010                  | X. téli paralimpiai játékok    | Vancouver             | Kanada                |
| | 2016                   | XV. nyári paralimpiai játékok    | Rio de Janeiro            | Brazília                     |                                     | 2014                  | XI. téli paralimpiai játékok   | Szocsi                | Oroszország           |
| | 2020                   | XVI. nyári paralimpiai játékok   | Tokió                     | Japán                        |                                     | 2018                  | XII. téli paralimpiai játékok  | Phjongcshang          | Dél-Korea             |
| | 2024                   | XVII. nyári paralimpiai játékok  | Párizs                    | Franciaország                |                                     | 2022                  | XIII. téli paralimpiai játékok | Peking                | Kína                  |
| | 2028                   | XVIII. nyári paralimpiai játékok | Los Angeles               | USA                          |                                     | 2026                  | XIV. téli paralimpiai játékok  | Milánó-Cortina        | Olaszország           |
| | 2032                   | XIX. nyári paralimpiai játékok   | Brisbane                  | Ausztrália                   |                                     | 2030                  | XV. téli paralimpiai játékok   |                       |                       |

## A fogyatékosok más világjátékai
- Speciális olimpia az értelmi fogyatékosok számára
- Siketlimpia a siket sportolók világversenye
- Down-sportfesztivál a Down-szindrómások számára
- A fogyatékosok 2006-os futballvilágbajnoksága

## A paralimpiai sportmozgalom

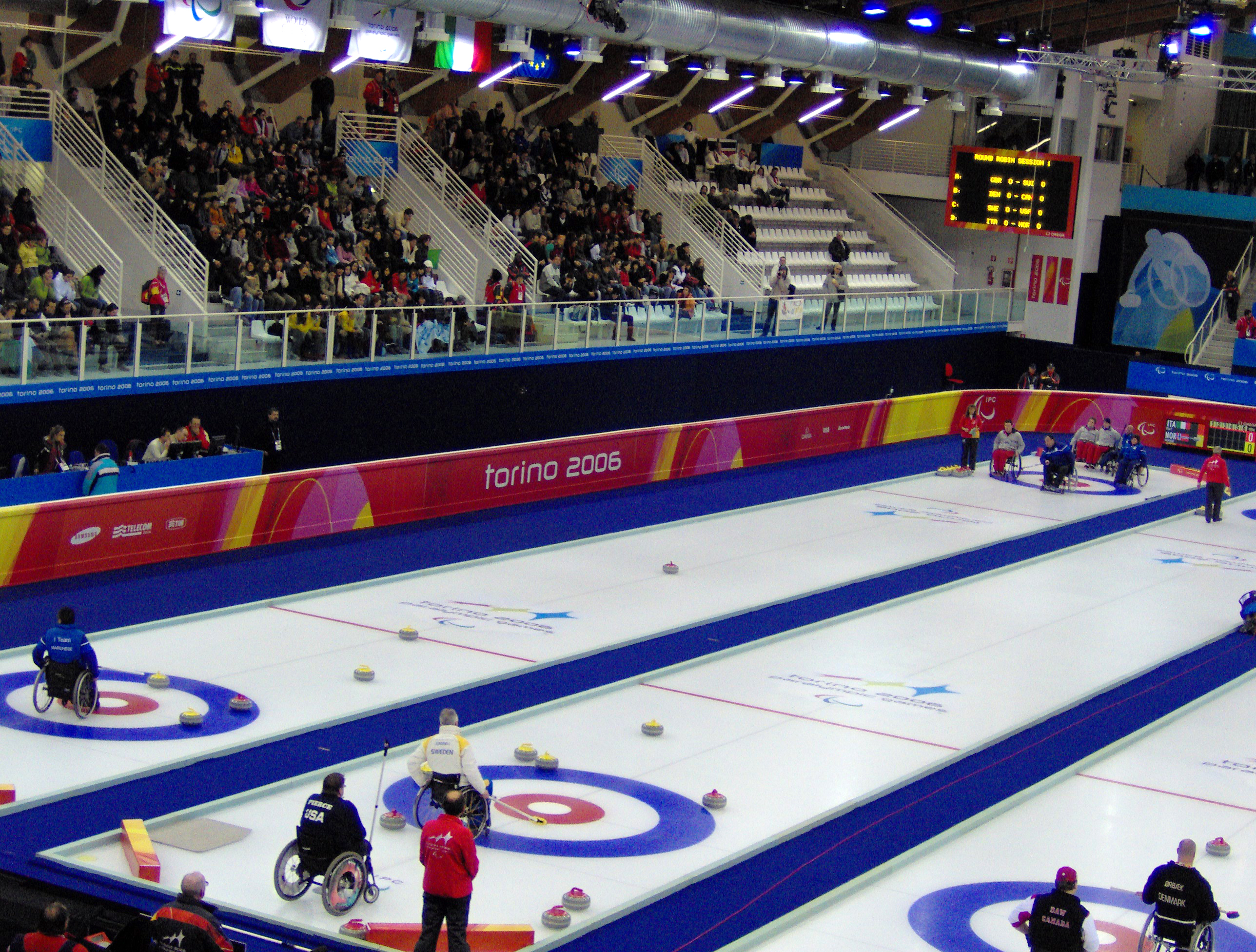
Curling a paralimpiai játékon